# Medalla Conmemorativa del 50.º Aniversario de la Milítsiya
La Medalla Conmemorativa del 50.º Aniversario de la Milítsiya (en ruso: Юбилейная медаль «50 лет советской милиции») es una medalla conmemorativa estatal de la Unión Soviética establecida por decreto del Presídium del Sóviet Supremo de la Unión Soviética del 20 de noviembre de 1967. para conmemorar el quincuagésimo aniversario de la creación de la Milítsiya (policía soviética), se otorgó principalmente a miembros meritorios de la policía estatal. Su estatuto fue enmendado el 18 de julio de 1980 por decreto del Presídium del Sóviet Supremo.

## Estatuto
La Medalla Conmemorativa del 50.º Aniversario de la Milítsiya, se otorgaba aː
- Personas de mandos superiores, medios, subalternos y milicias de base, que al 21 de noviembre de 1967 prestaran servicio destacado y meritorio en la Milítsiya, así como personal al servicio de los órganos, instituciones e instituciones educativas del Ministerio de Orden Público de la URSS (MVD);
- Personas con rangos especiales de la Milítsiya, que actualmente se encuentren en la reserva o jubiladas con una antigüedad de 25 años o más.

También se podrá otorgar al personal de mandos superiores y medios, así como a oficiales subalternos y personal alistado de otros servicios y departamentos del Ministerio de Orden Público de la URSS, que contribuyeron activamente y asistieron a las autoridades policiales en sus actividades.
La autoridad competente para conceder la medalla era el Presídium del Sóviet Supremo de la URSS basado en recomendaciones del ministro de Orden Público, los ministros de orden público de las distintas repúblicas socialistas y autónomas, los jefes de los departamentos de orden público de los comités ejecutivos de departamentos (oficinas) regionales, provinciales, municipales, de carreteras y las instituciones educativas de policía del Ministerio de Orden Público.

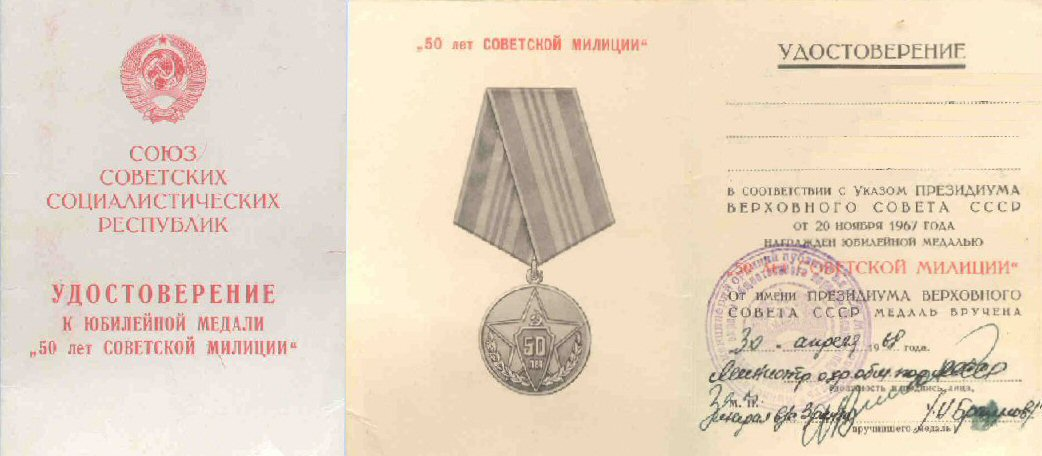
Documento de concesión de la medalla

Cada medalla venía con un certificado de premio, este certificado se presentaba en forma de un pequeño folleto de cartón de 8 cm por 11 cm con el nombre del premio, los datos del destinatario y un sello oficial y una firma en el interior.
La Medalla Conmemorativa del 50.º Aniversario de la Milítsiya se lleva en el lado izquierdo del pecho y, si hay otras órdenes y medallas de la URSS, se coloca después de la Medalla del 70.º Aniversario de las Fuerzas Armadas de la URSS. Si se usa en presencia de órdenes o medallas de la Federación de Rusia, estas últimas tienen prioridad.

## Descripción
La medalla está hecha de una aleación de cobre y níquel (cuproníquel) y tiene la forma de un círculo regular de un diámetro de 32 mm con un borde elevado.

En el anverso, está representado una gran estrella con las cinco puntas tocando el borde de la medalla. En la base del punto superior de la estrella, la hoz y el martillo en relieve. Comenzando en el centro de la estrella, un escudo en relieve con la inscripción prominente en dos líneas «50 AÑOS» (en ruso: «50 ЛЕТ»), la parte inferior del escudo tocando el borde inferior de la medalla. A lo largo de la circunferencia inferior de la medalla, dos ramas de roble ascienden hasta las puntas laterales de la estrella. 

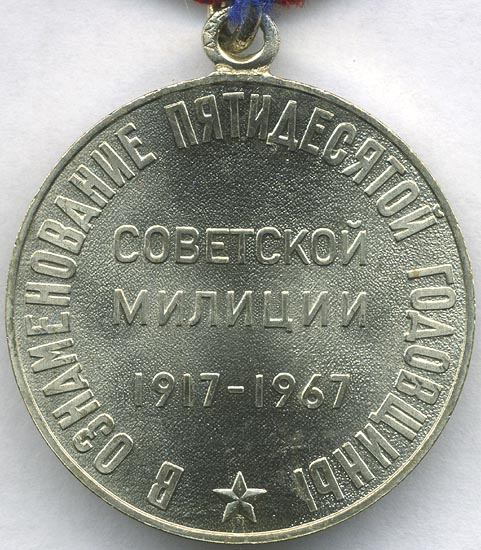
reverso de la medalla

En el reverso, hay una inscripción circular a lo largo de la circunferencia de la medalla: «En conmemoración del cincuenta aniversario de» (en ruso: «В ознаменование пятидесятой годовщины»), y en el centro en tres líneas «Policía soviética» (en ruso: «советисликий») y las fechas «1917-1967», en la parte inferior, la imagen en relieve de una pequeña estrella de cinco puntas.
La medalla está conectada con un ojal y un anillo a un bloque pentagonal cubierto con una cinta de muaré de seda azul de 24 mm de ancho. Hay cinco franjas rojas longitudinales en la cinta: tres de 1 mm de ancho en el medio, dos de 4.5 mm de ancho más cerca de los bordes.
El ojal de la medalla tiene un sello sólido, redondeado. En el anillo de la medalla (más a menudo en el reverso) suele haber un sello de la Casa de la Moneda de Leningrado en forma de tres letras estampadas de un tamaño muy pequeño: LMD.
El autor del dibujo de la medalla es el artista Viktor Antonovich Gurushkin. A 1 de enero de 1995, aproximadamente 409 150 personas habían recibido la medalla del 50.º aniversario de la Milítsiya.